# Jigyel Ugyen Wangchuck

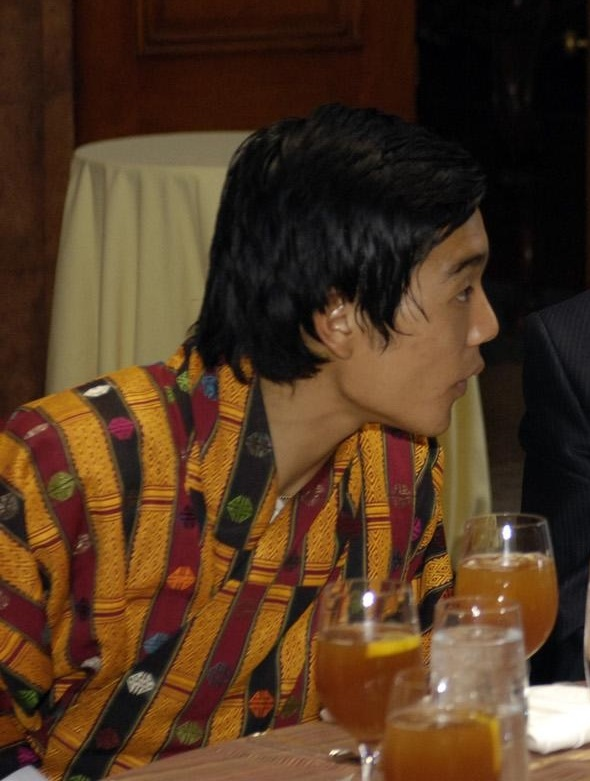
książę Jigyel Ugyen Wangchuck podczas wizyty w Waszyngtonie (2008)

Jigyel Ugyen Wangchuck (ur. 16 lipca 1984) – książę bhutański, w latach 2006-2016 następca tronu.
Urodził się jako syn króla Bhutanu Jigme Singye Wangchucka i jednej z jego czterech żon (wszystkie z nich są siostrami) królowej Dordżi Łangmo. Zajmuje drugie miejsce w sukcesji do tronu. Po abdykacji ojca 14 grudnia 2006 został następcą tronu, pozostawał nim do narodzin bratanka 5 lutego 2016 Jigme Namgyela Wangchucka. Jego przyrodnim bratem jest obecnie panujący król Jigme Khesar Namgyel Wangchuck. 